# Élections départementales de 2015 dans les Deux-Sèvres
Les élections départementales ont lieu les 22 et 29 mars 2015.

## Contexte départemental

### Assemblée départementale sortante
Avant les élections, le conseil général des Deux-Sèvres est présidé par Éric Gautier, membre du Parti Socialiste.
Il comprend 31 conseillers généraux issus des 31 cantons des Deux-Sèvres. Après le redécoupage cantonal de 2014, ce sont 34 conseillers qui seront élus au sein des 17 nouveaux cantons des Deux-Sèvres.
| Parti                                | Sigle | Sigle | Élus |
| ------------------------------------ | ----- | ----- | ---- |
| Majorité (18 sièges)                 |       |       |      |
| Parti socialiste                     |       | PS    | 16   |
| Europe Écologie Les Verts            |       | EÉLV  | 1    |
| Divers gauche                        |       | DVG   | 1    |
| Opposition (15 sièges)               |       |       |      |
| Divers droite                        |       | DVD   | 7    |
| Union pour un mouvement populaire    |       | UMP   | 6    |
| Union des démocrates et indépendants |       | UDI   | 2    |
| Président du conseil général         |       |       |      |
| Éric Gautier (PS)                    |       |       |      |

### Assemblée départementale élue
| Parti                              | Sigle | Sigle | Élus |
| ---------------------------------- | ----- | ----- | ---- |
| Majorité (24 sièges)               |       |       |      |
| Union pour un mouvement populaire  |       | UMP   | 11   |
| Divers droite                      |       | DVD   | 13   |
| Opposition (10 sièges)             |       |       |      |
| Parti socialiste                   |       | PS    | 9    |
| Divers gauche                      |       | DVG   | 1    |
| Président du conseil départemental |       |       |      |
| Gilbert Favreau (UMP)              |       |       |      |

## Résultats à l'échelle du département

### Résultats par nuances du ministère de l'Intérieur
Les nuances utilisées par le ministère de l'Intérieur ne tiennent pas compte des alliances locales.
| Binômes     | Binômes            | Premier tour | Premier tour | Second tour | Second tour | Sièges |
| Binômes     | Binômes            | Voix         | %            | Voix        | %           | Sièges |
| ----------- | ------------------ | ------------ | ------------ | ----------- | ----------- | ------ |
|             | Union de la droite | 43 802       | 34,18        | 52 705      | 45,07       | 22     |
|             | UMP                | 3 568        | 2,78         | 2 691       | 2,30        | 0      |
|             | DVD                | 3 019        | 2,36         | 4 673       | 4,00        | 2      |
| Droite      | Droite             | 50 389       | 39,32        | 60 069      | 51,37       | 24     |
|             |                    |              |              |             |             |        |
|             | Union de la gauche | 41 792       | 32,61        | 51 490      | 44,03       | 10     |
|             | FG                 | 5 836        | 4,55         |             |             |        |
|             | DVG                | 5 068        | 3,95         | 2 975       | 2,54        | 0      |
| Gauche      | Gauche             | 52 696       | 41,11        | 54 465      | 46,56       | 10     |
|             |                    |              |              |             |             |        |
|             | FN                 | 25 084       | 19,57        | 2 400       | 2,05        | 0      |
|             |                    |              |              |             |             |        |
| Inscrits    | Inscrits           | 270 294      | 100,00       | 253 993     | 100,00      |        |
| Abstentions | Abstentions        | 133 971      | 49,56        | 126 631     | 49,86       |        |
| Votants     | Votants            | 136 323      | 50,44        | 127 362     | 50,14       |        |
| Blancs      | Blancs             | 5 387        | 3,95         | 6 678       | 5,24        |        |
| Nuls        | Nuls               | 2 767        | 2,03         | 3 750       | 2,94        |        |
| Exprimés    | Exprimés           | 128 169      | 94,02        | 116 934     | 91,81       |        |

### Résultats par canton
| Canton                   | Conseiller sortant    | Parti             | Parti       | Conseiller élu        | Parti           | Parti           |
| ------------------------ | --------------------- | ----------------- | ----------- | --------------------- | --------------- | --------------- |
| Airvault                 | Dominique Paquereau   |                   | EÉLV        | Canton supprimé       | Canton supprimé | Canton supprimé |
| Argenton-les-Vallées     | Robert Girault        |                   | DVD         | Canton supprimé       | Canton supprimé | Canton supprimé |
| Autize-Égray             | Canton créé           | Canton créé       | Canton créé | René Bauruel          |                 | DVD             |
| Autize-Égray             | Canton créé           | Canton créé       | Canton créé | Marie-Pierre Missioux |                 | DVD             |
| Beauvoir-sur-Niort       | Jean-Claude Aubineau  |                   | UDI         | Canton supprimé       | Canton supprimé | Canton supprimé |
| Bressuire                | Estelle Gerbaud       |                   | DVD         | Estelle Gerbaud       |                 | DVD             |
| Bressuire                | Estelle Gerbaud       | François Gingreau | DVD         |                       | DVD             |                 |
| Brioux-sur-Boutonne      | Bernard Belaud        |                   | DVD         | Canton supprimé       | Canton supprimé | Canton supprimé |
| Celles-sur-Belle         | Éric Gautier          |                   | PS          | Chantal Brillaud      |                 | PS              |
| Celles-sur-Belle         | Éric Gautier          | Jean-Claude Mazin | PS          |                       | PS              |                 |
| Cerizay                  | Johnny Brosseau       |                   | PS          | Thierry Marolleau     |                 | DVD             |
| Cerizay                  | Johnny Brosseau       | Sylvie Renaudin   | PS          |                       | UMP             |                 |
| Champdeniers-Saint-Denis | Jean-François Ferron  |                   | PS          | Canton supprimé       | Canton supprimé | Canton supprimé |
| Chef-Boutonne            | Jean-Claude Sillon    |                   | DVG         | Canton supprimé       | Canton supprimé | Canton supprimé |
| Coulonges-sur-l'Autize   | Christian Bonnet      |                   | DVD         | Canton supprimé       | Canton supprimé | Canton supprimé |
| Frontenay-Rohan-Rohan    | Joël Misbert          |                   | PS          | Brigitte Competissa   |                 | PS              |
| Frontenay-Rohan-Rohan    | Joël Misbert          | Rabah Laïchour    | PS          |                       | PS              |                 |
| La Gâtine                | Canton créé           | Canton créé       | Canton créé | Coralie Denoues       |                 | UMP             |
| La Gâtine                | Canton créé           | Canton créé       | Canton créé | Hervé de Talhouët-Roy |                 | UMP             |
| Lezay                    | Jean-Claude Mazin     |                   | PS          | Canton supprimé       | Canton supprimé | Canton supprimé |
| Mauléon                  | Philippe Brémond      |                   | UMP         | Philippe Brémond      |                 | UMP             |
| Mauléon                  | Philippe Brémond      | Claire Paulic     | UMP         |                       | UMP             |                 |
| Mauzé-sur-le-Mignon      | Sébastien Dugleux     |                   | PS          | Canton supprimé       | Canton supprimé | Canton supprimé |
| Mazières-en-Gâtine       | Jean-Marie Morisset   |                   | UMP         | Canton supprimé       | Canton supprimé | Canton supprimé |
| Melle                    | Paul Grégoire         |                   | PS          | Colette Balland       |                 | PS              |
| Melle                    | Paul Grégoire         | Dorick Barillot   | PS          |                       | PS              |                 |
| Ménigoute                | Didier Gaillard       |                   | DVD         | Canton supprimé       | Canton supprimé | Canton supprimé |
| Mignon-et-Boutonne       | Canton créé           | Canton créé       | Canton créé | Bernard Belaud        |                 | UMP             |
| Mignon-et-Boutonne       | Canton créé           | Canton créé       | Canton créé | Séverine Vachon       |                 | UMP             |
| Moncoutant               | Jean-Louis Potiron    |                   | DVD         | Canton supprimé       | Canton supprimé | Canton supprimé |
| La Mothe-Saint-Héray     | Jean-Pierre Griffault |                   | UDI         | Canton supprimé       | Canton supprimé | Canton supprimé |
| Niort-Est                | Rodolphe Challet      |                   | PS          | Canton supprimé       | Canton supprimé | Canton supprimé |
| Niort-Nord               | Bernard Millet        |                   | PS          | Canton supprimé       | Canton supprimé | Canton supprimé |
| Niort-Ouest              | Gérard Zabatta        |                   | PS          | Canton supprimé       | Canton supprimé | Canton supprimé |
| Niort-1                  | Canton créé           | Canton créé       | Canton créé | Romain Dupeyrou       |                 | DVD             |
| Niort-1                  | Canton créé           | Canton créé       | Canton créé | Rose-Marie Nieto      |                 | UMP             |
| Niort-2                  | Canton créé           | Canton créé       | Canton créé | Rodolphe Challet      |                 | DVG             |
| Niort-2                  | Canton créé           | Canton créé       | Canton créé | Élodie Truong         |                 | PS              |
| Niort-3                  | Canton créé           | Canton créé       | Canton créé | Agnès Jarry           |                 | DVD             |
| Niort-3                  | Canton créé           | Canton créé       | Canton créé | Guillaume Juin        |                 | UMP             |
| Parthenay                | Gilbert Favreau       |                   | UMP         | Gilbert Favreau       |                 | UMP             |
| Parthenay                | Gilbert Favreau       | Béatrice Largeau  | UMP         |                       | DVD             |                 |
| La Plaine niortaise      | Canton créé           | Canton créé       | Canton créé | Bernard Millet        |                 | PS              |
| La Plaine niortaise      | Canton créé           | Canton créé       | Canton créé | Magdeleine Pradere    |                 | PS              |
| Prahecq                  | Magdeleine Pradère    |                   | PS          | Canton supprimé       | Canton supprimé | Canton supprimé |
| Saint-Loup-Lamairé       | Pascal Bironneau      |                   | PS          | Canton supprimé       | Canton supprimé | Canton supprimé |
| Saint-Maixent-l'École-1  | Jean-Luc Drapeau      |                   | PS          | Canton supprimé       | Canton supprimé | Canton supprimé |
| Saint-Maixent-l'École-2  | Léopold Moreau        |                   | UMP         | Canton supprimé       | Canton supprimé | Canton supprimé |
| Saint-Maixent-l'École    | Canton créé           | Canton créé       | Canton créé | Hélène Havette        |                 | DVD             |
| Saint-Maixent-l'École    | Canton créé           | Canton créé       | Canton créé | Léopold Moreau        |                 | UMP             |
| Saint-Varent             | Claude Aubin          |                   | DVD         | Canton supprimé       | Canton supprimé | Canton supprimé |
| Sauzé-Vaussais           | Dorick Barillot       |                   | PS          | Canton supprimé       | Canton supprimé | Canton supprimé |
| Secondigny               | Gérard Vitré          |                   | UMP         | Canton supprimé       | Canton supprimé | Canton supprimé |
| Thénezay                 | Hervé de Talhouët-Roy |                   | UMP         | Canton supprimé       | Canton supprimé | Canton supprimé |
| Thouars-1                | Patrice Pineau        |                   | PS          | Canton supprimé       | Canton supprimé | Canton supprimé |
| Thouars-2                | Bernard Paineau       |                   | PS          | Canton supprimé       | Canton supprimé | Canton supprimé |
| Thouars                  | Canton créé           | Canton créé       | Canton créé | Esther Mahiet-Lucas   |                 | DVD             |
| Thouars                  | Canton créé           | Canton créé       | Canton créé | Sylvain Sintive       |                 | DVD             |
| Le Val de Thouet         | Canton créé           | Canton créé       | Canton créé | Olivier Fouillet      |                 | DVD             |
| Le Val de Thouet         | Canton créé           | Canton créé       | Canton créé | Maryline Gelée        |                 | DVD             |

## Résultats par canton

### Canton d'Autize-Égray
| Candidats   | Candidats                 | Partis      | Partis      | Premier tour | Premier tour | Second tour | Second tour |
| Candidats   | Candidats                 | Partis      | Partis      | Voix         | %            | Voix        | %           |
| ----------- | ------------------------- | ----------- | ----------- | ------------ | ------------ | ----------- | ----------- |
| 1           | Jean-Pierre Baraton       |             | DVG         | 560          | 7,50         |             |             |
| 1           | Béatrice Chargé           |             | DVG         | 560          | 7,50         |             |             |
| 2           | Joël Morin                |             | PS          | 2 106        | 28,19        | 3 203       | 43,88       |
| 2           | Béatrice Raymond          |             | PS          | 2 106        | 28,19        | 3 203       | 43,88       |
| 3           | Alain Babin               |             | PCF         | 535          | 7,16         |             |             |
| 3           | Françoise Gillet-Morisson |             | PCF         | 535          | 7,16         |             |             |
| 4           | René Bauruel              |             | DVD         | 2 880        | 38,55        | 4 097       | 56,12       |
| 4           | Marie-Pierre Missioux     |             | DVD         | 2 880        | 38,55        | 4 097       | 56,12       |
| 5           | Alain Bernelas            |             | FN          | 1 390        | 18,61        |             |             |
| 5           | Lucie Chaumeron           |             | FN          | 1 390        | 18,61        |             |             |
|             |                           |             |             |              |              |             |             |
| Inscrits    | Inscrits                  | Inscrits    | Inscrits    | 15 803       | 100,00       | 15 800      | 100,00      |
| Abstentions | Abstentions               | Abstentions | Abstentions | 7 762        | 49,12        | 7 803       | 49,39       |
| Votants     | Votants                   | Votants     | Votants     | 8 041        | 50,88        | 7 997       | 50,61       |
| Blancs      | Blancs                    | Blancs      | Blancs      | 337          | 4,19         | 460         | 5,75        |
| Nuls        | Nuls                      | Nuls        | Nuls        | 233          | 2,9          | 237         | 2,96        |
| Exprimés    | Exprimés                  | Exprimés    | Exprimés    | 7 471        | 92,91        | 7 300       | 91,28       |

### Canton de Bressuire
| Candidats            | Candidats              | Partis      | Partis      | Premier tour | Premier tour | Second tour | Second tour |
| Candidats            | Candidats              | Partis      | Partis      | Voix         | %            | Voix        | %           |
| -------------------- | ---------------------- | ----------- | ----------- | ------------ | ------------ | ----------- | ----------- |
| 1                    | Philippe Robin         |             | UMP         | 1 588        | 19,82        |             |             |
| 1                    | Véronique Villemonteix |             | UMP         | 1 588        | 19,82        |             |             |
| 2                    | Marc Bonneau           |             | PS          | 1 984        | 24,77        | 2 971       | 38,87       |
| 2                    | Anita Briffe           |             | PS          | 1 984        | 24,77        | 2 971       | 38,87       |
| 3                    | Estelle Gerbaud *      |             | DVD         | 2 106        | 26,29        | 4 673       | 61,13       |
| 3                    | François Gingreau      |             | DVD         | 2 106        | 26,29        | 4 673       | 61,13       |
| 4                    | Aline Mathieu          |             | FN          | 1 420        | 17,73        |             |             |
| 4                    | David Robin            |             | FN          | 1 420        | 17,73        |             |             |
| 5                    | Pierre Bureau          |             | DVD         | 913          | 11,40        |             |             |
| 5                    | Marinette Tallier      |             | DVD         | 913          | 11,40        |             |             |
|                      |                        |             |             |              |              |             |             |
| Inscrits             | Inscrits               | Inscrits    | Inscrits    | 17 134       | 100,00       | 17 134      | 100,00      |
| Abstentions          | Abstentions            | Abstentions | Abstentions | 8 597        | 50,18        | 8 761       | 51,13       |
| Votants              | Votants                | Votants     | Votants     | 8 537        | 49,82        | 8 373       | 48,87       |
| Blancs               | Blancs                 | Blancs      | Blancs      | 349          | 4,09         | 435         | 5,2         |
| Nuls                 | Nuls                   | Nuls        | Nuls        | 177          | 2,07         | 294         | 3,51        |
| Exprimés             | Exprimés               | Exprimés    | Exprimés    | 8 011        | 93,84        | 7 644       | 91,29       |
| * conseiller sortant |                        |             |             |              |              |             |             |

### Canton de Celles-sur-Belle
| Candidats            | Candidats                 | Partis      | Partis      | Premier tour | Premier tour | Second tour | Second tour |
| Candidats            | Candidats                 | Partis      | Partis      | Voix         | %            | Voix        | %           |
| -------------------- | ------------------------- | ----------- | ----------- | ------------ | ------------ | ----------- | ----------- |
| 1                    | Johnny Diaz-Torres-Goitia |             | PCF         | 667          | 8,34         |             |             |
| 1                    | Julie Morisson            |             | PCF         | 667          | 8,34         |             |             |
| 2                    | Valérie Couché            |             | UMP         | 2 552        | 31,92        | 3 397       | 45,63       |
| 2                    | Jean-Pierre Griffault*    |             | UDI         | 2 552        | 31,92        | 3 397       | 45,63       |
| 3                    | Françoise Archaimbault    |             | FN          | 1 687        | 21,10        |             |             |
| 3                    | Roland Sainty             |             | FN          | 1 687        | 21,10        |             |             |
| 4                    | Chantal Brillaud          |             | PS          | 3 089        | 38,64        | 4 048       | 54,37       |
| 4                    | Jean-Claude Mazin         |             | PS          | 3 089        | 38,64        | 4 048       | 54,37       |
|                      |                           |             |             |              |              |             |             |
| Inscrits             | Inscrits                  | Inscrits    | Inscrits    | 17 088       | 100,00       | 17 088      | 100,00      |
| Abstentions          | Abstentions               | Abstentions | Abstentions | 8 529        | 49,91        | 8 804       | 51,52       |
| Votants              | Votants                   | Votants     | Votants     | 8 559        | 50,09        | 8 284       | 48,48       |
| Blancs               | Blancs                    | Blancs      | Blancs      | 396          | 4,63         | 548         | 6,62        |
| Nuls                 | Nuls                      | Nuls        | Nuls        | 168          | 1,96         | 291         | 3,51        |
| Exprimés             | Exprimés                  | Exprimés    | Exprimés    | 7 995        | 93,41        | 7 445       | 89,87       |
| * conseiller sortant |                           |             |             |              |              |             |             |

### Canton de Cerizay
| Candidats            | Candidats           | Partis      | Partis      | Premier tour | Premier tour | Second tour | Second tour |
| Candidats            | Candidats           | Partis      | Partis      | Voix         | %            | Voix        | %           |
| -------------------- | ------------------- | ----------- | ----------- | ------------ | ------------ | ----------- | ----------- |
| 1                    | Annie Neveux        |             | FN          | 1 731        | 18,70        |             |             |
| 1                    | Frédéric Rodriguez  |             | FN          | 1 731        | 18,70        |             |             |
| 2                    | Johnny Brosseau*    |             | PS          | 3 533        | 38,17        | 4 334       | 46,74       |
| 2                    | Joëlle Vinet        |             | PS          | 3 533        | 38,17        | 4 334       | 46,74       |
| 3                    | Mélodie Francheteau |             | PCF         | 384          | 4,15         |             |             |
| 3                    | Jean-Pierre Gelot   |             | PCF         | 384          | 4,15         |             |             |
| 4                    | Thierry Marolleau   |             | DVD         | 3 608        | 38,98        | 4 938       | 53,26       |
| 4                    | Sylvie Renaudin     |             | UMP         | 3 608        | 38,98        | 4 938       | 53,26       |
|                      |                     |             |             |              |              |             |             |
| Inscrits             | Inscrits            | Inscrits    | Inscrits    | 19 147       | 100,00       | 19 148      | 100,00      |
| Abstentions          | Abstentions         | Abstentions | Abstentions | 9 216        | 48,13        | 9 073       | 47,38       |
| Votants              | Votants             | Votants     | Votants     | 9 931        | 51,87        | 10 075      | 52,62       |
| Blancs               | Blancs              | Blancs      | Blancs      | 441          | 4,44         | 465         | 4,62        |
| Nuls                 | Nuls                | Nuls        | Nuls        | 234          | 2,36         | 338         | 3,35        |
| Exprimés             | Exprimés            | Exprimés    | Exprimés    | 9 256        | 93,2         | 9 272       | 92,03       |
| * conseiller sortant |                     |             |             |              |              |             |             |

### Canton de Frontenay-Rohan-Rohan
| Candidats   | Candidats           | Partis      | Partis      | Premier tour | Premier tour | Second tour | Second tour |
| Candidats   | Candidats           | Partis      | Partis      | Voix         | %            | Voix        | %           |
| ----------- | ------------------- | ----------- | ----------- | ------------ | ------------ | ----------- | ----------- |
| 1           | Brigitte Competissa |             | PS          | 2 676        | 40,13        | 3 672       | 57,8        |
| 1           | Rabah Laïchour      |             | PS          | 2 676        | 40,13        | 3 672       | 57,8        |
| 2           | Alain Maurice       |             | FN          | 1 271        | 19,06        |             |             |
| 2           | Magalie Prunier     |             | FN          | 1 271        | 19,06        |             |             |
| 3           | Marie-Pierre Gelot  |             | PCF         | 724          | 10,86        |             |             |
| 3           | Roland Pommier      |             | PCF         | 724          | 10,86        |             |             |
| 4           | Noëlle Rousseau     |             | UMP         | 1 998        | 29,96        | 2 681       | 42,2        |
| 4           | Michel Simon        |             | UMP         | 1 998        | 29,96        | 2 681       | 42,2        |
|             |                     |             |             |              |              |             |             |
| Inscrits    | Inscrits            | Inscrits    | Inscrits    | 14 288       | 100,00       | 14 288      | 100,00      |
| Abstentions | Abstentions         | Abstentions | Abstentions | 7 205        | 50,43        | 7 279       | 50,94       |
| Votants     | Votants             | Votants     | Votants     | 7 083        | 49,57        | 7 009       | 49,06       |
| Blancs      | Blancs              | Blancs      | Blancs      | 311          | 4,39         | 443         | 6,32        |
| Nuls        | Nuls                | Nuls        | Nuls        | 103          | 1,45         | 213         | 3,04        |
| Exprimés    | Exprimés            | Exprimés    | Exprimés    | 6 669        | 94,16        | 6 353       | 90,64       |

### Canton de La Gâtine
| Candidats   | Candidats             | Partis      | Partis      | Premier tour | Premier tour | Second tour | Second tour |
| Candidats   | Candidats             | Partis      | Partis      | Voix         | %            | Voix        | %           |
| ----------- | --------------------- | ----------- | ----------- | ------------ | ------------ | ----------- | ----------- |
| 1           | Nicolas Gamache       |             | EÉLV        | 2 115        | 23,64        | 3 039       | 36,73       |
| 1           | Véronique Gilbert     |             | DVG         | 2 115        | 23,64        | 3 039       | 36,73       |
| 2           | Coralie Denoues       |             | UMP         | 3 972        | 44,39        | 5 236       | 63,27       |
| 2           | Hervé de Talhouët-Roy |             | UMP         | 3 972        | 44,39        | 5 236       | 63,27       |
| 3           | Olivier Rocher        |             | ND          | 947          | 10,58        |             |             |
| 3           | Michèle Salesses      |             | ND          | 947          | 10,58        |             |             |
| 4           | Jean Jay              |             | FN          | 1 914        | 21,39        |             |             |
| 4           | Christel Quintanilla  |             | FN          | 1 914        | 21,39        |             |             |
|             |                       |             |             |              |              |             |             |
| Inscrits    | Inscrits              | Inscrits    | Inscrits    | 17 616       | 100,00       | 17 616      | 100,00      |
| Abstentions | Abstentions           | Abstentions | Abstentions | 8 058        | 45,74        | 8 447       | 47,95       |
| Votants     | Votants               | Votants     | Votants     | 9 558        | 54,26        | 9 169       | 52,05       |
| Blancs      | Blancs                | Blancs      | Blancs      | 420          | 4,39         | 595         | 6,49        |
| Nuls        | Nuls                  | Nuls        | Nuls        | 190          | 1,99         | 299         | 3,26        |
| Exprimés    | Exprimés              | Exprimés    | Exprimés    | 8 948        | 93,62        | 8 275       | 90,25       |

### Canton de Mauléon
| Candidats            | Candidats          | Partis      | Partis      | Premier tour | Premier tour |
| Candidats            | Candidats          | Partis      | Partis      | Voix         | %            |
| -------------------- | ------------------ | ----------- | ----------- | ------------ | ------------ |
| 1                    | Bernard Arru       |             | PS          | 1 764        | 22,30        |
| 1                    | Virginie Salesses  |             | PS          | 1 764        | 22,30        |
| 2                    | Patrick Biryt      |             | FN          | 2 016        | 25,49        |
| 2                    | Cécile Hinger      |             | FN          | 2 016        | 25,49        |
| 3                    | Philippe Bremond * |             | UMP         | 4 129        | 52,21        |
| 3                    | Claire Paulic      |             | UMP         | 4 129        | 52,21        |
|                      |                    |             |             |              |              |
| Inscrits             | Inscrits           | Inscrits    | Inscrits    | 16 296       | 100,00       |
| Abstentions          | Abstentions        | Abstentions | Abstentions | 7 878        | 48,34        |
| Votants              | Votants            | Votants     | Votants     | 8 418        | 51,66        |
| Blancs               | Blancs             | Blancs      | Blancs      | 335          | 3,98         |
| Nuls                 | Nuls               | Nuls        | Nuls        | 174          | 2,07         |
| Exprimés             | Exprimés           | Exprimés    | Exprimés    | 7 909        | 93,95        |
| * conseiller sortant |                    |             |             |              |              |

### Canton de Melle
| Candidats   | Candidats         | Partis      | Partis      | Premier tour | Premier tour | Second tour | Second tour |
| Candidats   | Candidats         | Partis      | Partis      | Voix         | %            | Voix        | %           |
| ----------- | ----------------- | ----------- | ----------- | ------------ | ------------ | ----------- | ----------- |
| 1           | Danièle Bernard   |             | FN          | 1 629        | 20,80        |             |             |
| 1           | Michel Guillon    |             | FN          | 1 629        | 20,80        |             |             |
| 2           | Jean-Yves Goyer   |             | PCF         | 594          | 7,59         |             |             |
| 2           | Jeanine Zeekaff   |             | PCF         | 594          | 7,59         |             |             |
| 3           | Stéphanie Kunnert |             | UMP         | 2 546        | 32,51        | 3 471       | 45,92       |
| 3           | Fabrice Michelet  |             | UDI         | 2 546        | 32,51        | 3 471       | 45,92       |
| 4           | Colette Balland   |             | PS          | 3 062        | 39,1         | 4 087       | 54,08       |
| 4           | Dorick Barillot   |             | PS          | 3 062        | 39,1         | 4 087       | 54,08       |
|             |                   |             |             |              |              |             |             |
| Inscrits    | Inscrits          | Inscrits    | Inscrits    | 15 433       | 100,00       | 15 433      | 100,00      |
| Abstentions | Abstentions       | Abstentions | Abstentions | 7 078        | 45,86        | 7 054       | 45,71       |
| Votants     | Votants           | Votants     | Votants     | 8 355        | 54,14        | 8 379       | 54,29       |
| Blancs      | Blancs            | Blancs      | Blancs      | 306          | 3,66         | 477         | 5,69        |
| Nuls        | Nuls              | Nuls        | Nuls        | 218          | 2,61         | 344         | 4,11        |
| Exprimés    | Exprimés          | Exprimés    | Exprimés    | 7 831        | 93,73        | 7 558       | 90,2        |

### Canton de Mignon-et-Boutonne
| Candidats            | Candidats          | Partis      | Partis      | Premier tour | Premier tour | Second tour | Second tour |
| Candidats            | Candidats          | Partis      | Partis      | Voix         | %            | Voix        | %           |
| -------------------- | ------------------ | ----------- | ----------- | ------------ | ------------ | ----------- | ----------- |
| 1                    | Frédéric Giraud    |             | PCF         | 503          | 7,22         |             |             |
| 1                    | Annie Richard      |             | PCF         | 503          | 7,22         |             |             |
| 2                    | Bernard Belaud *   |             | UMP         | 2 854        | 40,96        | 3 703       | 55,63       |
| 2                    | Séverine Vachon    |             | UMP         | 2 854        | 40,96        | 3 703       | 55,63       |
| 3                    | Hélène Cartier     |             | FN          | 1 380        | 19,81        |             |             |
| 3                    | William Formosa    |             | FN          | 1 380        | 19,81        |             |             |
| 4                    | Sébastien Dugleux* |             | PS          | 2 230        | 32,01        | 2 954       | 44,37       |
| 4                    | Laetitia Lonjard   |             | PS          | 2 230        | 32,01        | 2 954       | 44,37       |
|                      |                    |             |             |              |              |             |             |
| Inscrits             | Inscrits           | Inscrits    | Inscrits    | 13 715       | 100,00       | 13 710      | 100,00      |
| Abstentions          | Abstentions        | Abstentions | Abstentions | 6 419        | 46,8         | 6 498       | 47,4        |
| Votants              | Votants            | Votants     | Votants     | 7 296        | 53,2         | 7 212       | 52,6        |
| Blancs               | Blancs             | Blancs      | Blancs      | 219          | 3            | 382         | 5,3         |
| Nuls                 | Nuls               | Nuls        | Nuls        | 110          | 1,51         | 173         | 2,4         |
| Exprimés             | Exprimés           | Exprimés    | Exprimés    | 6 967        | 95,49        | 6 657       | 92,3        |
| * conseiller sortant |                    |             |             |              |              |             |             |

### Canton de Niort-1
| Candidats   | Candidats              | Partis      | Partis      | Premier tour | Premier tour | Second tour | Second tour |
| Candidats   | Candidats              | Partis      | Partis      | Voix         | %            | Voix        | %           |
| ----------- | ---------------------- | ----------- | ----------- | ------------ | ------------ | ----------- | ----------- |
| 1           | Jean-Romée Charbonneau |             | FN          | 761          | 13,14        |             |             |
| 1           | Élisabeth Michel       |             | FN          | 761          | 13,14        |             |             |
| 2           | Romain Dupeyrou        |             | DVD         | 2 280        | 39,36        | 2 859       | 50,16       |
| 2           | Rose-Marie Nieto       |             | UMP         | 2 280        | 39,36        | 2 859       | 50,16       |
| 3           | Marinette Fournier     |             | PCF         | 593          | 10,24        |             |             |
| 3           | Franck Samoyau         |             | PCF         | 593          | 10,24        |             |             |
| 4           | Hermann Cadiou         |             | PS          | 2 159        | 37,27        | 2 841       | 49,84       |
| 4           | Monique Johnson        |             | PS          | 2 159        | 37,27        | 2 841       | 49,84       |
|             |                        |             |             |              |              |             |             |
| Inscrits    | Inscrits               | Inscrits    | Inscrits    | 12 965       | 100,00       | 12 965      | 100,00      |
| Abstentions | Abstentions            | Abstentions | Abstentions | 6 943        | 53,55        | 6 889       | 53,14       |
| Votants     | Votants                | Votants     | Votants     | 6 022        | 46,45        | 6 076       | 46,86       |
| Blancs      | Blancs                 | Blancs      | Blancs      | 144          | 2,39         | 257         | 4,23        |
| Nuls        | Nuls                   | Nuls        | Nuls        | 85           | 1,41         | 119         | 1,96        |
| Exprimés    | Exprimés               | Exprimés    | Exprimés    | 5 793        | 96,2         | 5 700       | 93,81       |

### Canton de Niort-2
| Candidats            | Candidats              | Partis      | Partis      | Premier tour | Premier tour | Second tour | Second tour |
| Candidats            | Candidats              | Partis      | Partis      | Voix         | %            | Voix        | %           |
| -------------------- | ---------------------- | ----------- | ----------- | ------------ | ------------ | ----------- | ----------- |
| 1                    | Patrick Balland        |             | FN          | 710          | 12,65        |             |             |
| 1                    | Martine Gendry         |             | FN          | 710          | 12,65        |             |             |
| 2                    | Nathalie Seguin        |             | PCF         | 596          | 10,62        |             |             |
| 2                    | François Tijou         |             | PCF         | 596          | 10,62        |             |             |
| 3                    | Robin Alexandre        |             | ND          | 434          | 7,73         |             |             |
| 3                    | Charline Debarre       |             | ND          | 434          | 7,73         |             |             |
| 4                    | Rodolphe Challet *     |             | DVG         | 1 892        | 33,71        | 2 765       | 50,68       |
| 4                    | Élodie Truong          |             | PS          | 1 892        | 33,71        | 2 765       | 50,68       |
| 5                    | Simon Laplace          |             | UMP         | 1 980        | 35,28        | 2 691       | 49,32       |
| 5                    | Marie-Paule Millasseau |             | UMP         | 1 980        | 35,28        | 2 691       | 49,32       |
|                      |                        |             |             |              |              |             |             |
| Inscrits             | Inscrits               | Inscrits    | Inscrits    | 12 784       | 100,00       | 12 784      | 100,00      |
| Abstentions          | Abstentions            | Abstentions | Abstentions | 6 936        | 54,26        | 6 941       | 54,29       |
| Votants              | Votants                | Votants     | Votants     | 5 848        | 45,74        | 5 843       | 45,71       |
| Blancs               | Blancs                 | Blancs      | Blancs      | 158          | 2,7          | 258         | 4,42        |
| Nuls                 | Nuls                   | Nuls        | Nuls        | 78           | 1,33         | 129         | 2,21        |
| Exprimés             | Exprimés               | Exprimés    | Exprimés    | 5 612        | 95,96        | 5 456       | 93,38       |
| * conseiller sortant |                        |             |             |              |              |             |             |

### Canton de Niort-3
| Candidats            | Candidats          | Partis      | Partis      | Premier tour | Premier tour | Second tour | Second tour |
| Candidats            | Candidats          | Partis      | Partis      | Voix         | %            | Voix        | %           |
| -------------------- | ------------------ | ----------- | ----------- | ------------ | ------------ | ----------- | ----------- |
| 1                    | Michel Francheteau |             | PCF         | 570          | 9,67         |             |             |
| 1                    | Linda Prunier      |             | PCF         | 570          | 9,67         |             |             |
| 2                    | Agnès Jarry        |             | DVD         | 2 255        | 38,26        | 2 926       | 50,27       |
| 2                    | Guillaume Juin     |             | UMP         | 2 255        | 38,26        | 2 926       | 50,27       |
| 3                    | Micke Bouyer       |             | FN          | 848          | 14,39        |             |             |
| 3                    | Jacqueline Boyer   |             | FN          | 848          | 14,39        |             |             |
| 4                    | Virginie Leonard   |             | PS          | 2 221        | 37,68        | 2 894       | 49,73       |
| 4                    | Gérard Zabatta*    |             | PS          | 2 221        | 37,68        | 2 894       | 49,73       |
|                      |                    |             |             |              |              |             |             |
| Inscrits             | Inscrits           | Inscrits    | Inscrits    | 13 576       | 100,00       | 13 576      | 100,00      |
| Abstentions          | Abstentions        | Abstentions | Abstentions | 7 438        | 54,79        | 7 375       | 54,32       |
| Votants              | Votants            | Votants     | Votants     | 6 138        | 45,21        | 6 201       | 45,68       |
| Blancs               | Blancs             | Blancs      | Blancs      | 175          | 2,85         | 248         | 4           |
| Nuls                 | Nuls               | Nuls        | Nuls        | 69           | 1,12         | 133         | 2,14        |
| Exprimés             | Exprimés           | Exprimés    | Exprimés    | 5 894        | 96,02        | 5 820       | 93,86       |
| * conseiller sortant |                    |             |             |              |              |             |             |

### Canton de Parthenay
| Candidats            | Candidats          | Partis      | Partis      | Premier tour | Premier tour | Second tour | Second tour |
| Candidats            | Candidats          | Partis      | Partis      | Voix         | %            | Voix        | %           |
| -------------------- | ------------------ | ----------- | ----------- | ------------ | ------------ | ----------- | ----------- |
| 1                    | Gilbert Favreau *  |             | UMP         | 3 570        | 46,88        | 4 279       | 58,99       |
| 1                    | Béatrice Largeau   |             | DVD         | 3 570        | 46,88        | 4 279       | 58,99       |
| 2                    | Lysiane Delage     |             | FN          | 1 063        | 13,96        |             |             |
| 2                    | Philippe Maurin    |             | FN          | 1 063        | 13,96        |             |             |
| 3                    | Anne-Laure Blouin  |             | DVG         | 1 762        | 23,14        | 2 975       | 41,01       |
| 3                    | Christian Proust   |             | DVG         | 1 762        | 23,14        | 2 975       | 41,01       |
| 4                    | Judicaël Chevalier |             | PS          | 1 221        | 16,03        |             |             |
| 4                    | Magaly Proust      |             | PS          | 1 221        | 16,03        |             |             |
|                      |                    |             |             |              |              |             |             |
| Inscrits             | Inscrits           | Inscrits    | Inscrits    | 15 440       | 100,00       | 15 436      | 100,00      |
| Abstentions          | Abstentions        | Abstentions | Abstentions | 7 321        | 47,42        | 7 504       | 48,61       |
| Votants              | Votants            | Votants     | Votants     | 8 119        | 52,58        | 7 932       | 51,39       |
| Blancs               | Blancs             | Blancs      | Blancs      | 331          | 4,08         | 428         | 5,4         |
| Nuls                 | Nuls               | Nuls        | Nuls        | 172          | 2,12         | 250         | 3,15        |
| Exprimés             | Exprimés           | Exprimés    | Exprimés    | 7 616        | 93,8         | 7 254       | 91,45       |
| * conseiller sortant |                    |             |             |              |              |             |             |

### Canton de la Plaine niortaise
| Candidats            | Candidats          | Partis      | Partis      | Premier tour | Premier tour | Second tour | Second tour |
| Candidats            | Candidats          | Partis      | Partis      | Voix         | %            | Voix        | %           |
| -------------------- | ------------------ | ----------- | ----------- | ------------ | ------------ | ----------- | ----------- |
| 1                    | Bernard Millet *   |             | PS          | 3 608        | 40,76        | 4 481       | 52,58       |
| 1                    | Magdeleine Pradere |             | PS          | 3 608        | 40,76        | 4 481       | 52,58       |
| 2                    | Martine Massue     |             | PCF         | 670          | 7,57         |             |             |
| 2                    | Denis Roulin       |             | PCF         | 670          | 7,57         |             |             |
| 3                    | Frédéric Benoist   |             | FN          | 1 552        | 17,53        |             |             |
| 3                    | Rébecca Touraine   |             | FN          | 1 552        | 17,53        |             |             |
| 4                    | Georges Berdolet   |             | UMP         | 3 021        | 34,13        | 4 041       | 47,42       |
| 4                    | Sophia Marc        |             | UMP         | 3 021        | 34,13        | 4 041       | 47,42       |
|                      |                    |             |             |              |              |             |             |
| Inscrits             | Inscrits           | Inscrits    | Inscrits    | 19 137       | 100,00       | 19 138      | 100,00      |
| Abstentions          | Abstentions        | Abstentions | Abstentions | 9 761        | 51,01        | 9 833       | 51,38       |
| Votants              | Votants            | Votants     | Votants     | 9 376        | 48,99        | 9 305       | 48,62       |
| Blancs               | Blancs             | Blancs      | Blancs      | 334          | 3,56         | 466         | 5,01        |
| Nuls                 | Nuls               | Nuls        | Nuls        | 191          | 2,04         | 317         | 3,41        |
| Exprimés             | Exprimés           | Exprimés    | Exprimés    | 8 851        | 94,4         | 8 522       | 91,59       |
| * conseiller sortant |                    |             |             |              |              |             |             |

### Canton de Saint-Maixent-l'École
| Candidats   | Candidats                   | Partis      | Partis      | Premier tour | Premier tour | Second tour | Second tour |
| Candidats   | Candidats                   | Partis      | Partis      | Voix         | %            | Voix        | %           |
| ----------- | --------------------------- | ----------- | ----------- | ------------ | ------------ | ----------- | ----------- |
| 1           | Roger Largeaud              |             | PS          | 3 305        | 38,98        | 4 044       | 48,63       |
| 1           | Patricia Schmidt-Busserolle |             | PS          | 3 305        | 38,98        | 4 044       | 48,63       |
| 2           | Philippe Doray              |             | FN          | 1 945        | 22,94        |             |             |
| 2           | Sandrine Tournebouraud      |             | FN          | 1 945        | 22,94        |             |             |
| 3           | Hélène Havette              |             | DVD         | 3 229        | 38,08        | 4 271       | 51,37       |
| 3           | Léopold Moreau              |             | UMP         | 3 229        | 38,08        | 4 271       | 51,37       |
|             |                             |             |             |              |              |             |             |
| Inscrits    | Inscrits                    | Inscrits    | Inscrits    | 17 857       | 100,00       | 17 857      | 100,00      |
| Abstentions | Abstentions                 | Abstentions | Abstentions | 8 807        | 49,32        | 8 798       | 49,27       |
| Votants     | Votants                     | Votants     | Votants     | 9 050        | 50,68        | 9 059       | 50,73       |
| Blancs      | Blancs                      | Blancs      | Blancs      | 395          | 4,36         | 495         | 5,46        |
| Nuls        | Nuls                        | Nuls        | Nuls        | 176          | 1,94         | 249         | 2,75        |
| Exprimés    | Exprimés                    | Exprimés    | Exprimés    | 8 479        | 93,69        | 8 315       | 91,79       |

### Canton de Thouars
| Candidats            | Candidats                 | Partis      | Partis      | Premier tour | Premier tour | Second tour | Second tour |
| Candidats            | Candidats                 | Partis      | Partis      | Voix         | %            | Voix        | %           |
| -------------------- | ------------------------- | ----------- | ----------- | ------------ | ------------ | ----------- | ----------- |
| 1                    | Esther Mahiet-Lucas       |             | DVD         | 1 689        | 26,21        | 3 039       | 50,57       |
| 1                    | Sylvain Sintive           |             | DVD         | 1 689        | 26,21        | 3 039       | 50,57       |
| 2                    | Pierre-Emmanuel Dessevres |             | DVG         | 1 365        | 21,18        |             |             |
| 2                    | Lucette Roux              |             | DVG         | 1 365        | 21,18        |             |             |
| 3                    | Christophe Metais         |             | FN          | 1 296        | 20,11        |             |             |
| 3                    | Liliane Sechepee          |             | FN          | 1 296        | 20,11        |             |             |
| 4                    | Christine Gorry-Bardot    |             | PS          | 2 095        | 32,51        | 2 971       | 49,43       |
| 4                    | Patrice Pineau*           |             | PS          | 2 095        | 32,51        | 2 971       | 49,43       |
|                      |                           |             |             |              |              |             |             |
| Inscrits             | Inscrits                  | Inscrits    | Inscrits    | 13 809       | 100,00       | 13 809      | 100,00      |
| Abstentions          | Abstentions               | Abstentions | Abstentions | 6 931        | 50,19        | 7 113       | 51,51       |
| Votants              | Votants                   | Votants     | Votants     | 6 878        | 49,81        | 6 696       | 48,49       |
| Blancs               | Blancs                    | Blancs      | Blancs      | 299          | 4,35         | 435         | 6,5         |
| Nuls                 | Nuls                      | Nuls        | Nuls        | 134          | 1,95         | 251         | 3,75        |
| Exprimés             | Exprimés                  | Exprimés    | Exprimés    | 6 445        | 93,7         | 6 010       | 89,76       |
| * conseiller sortant |                           |             |             |              |              |             |             |

### Canton du Val de Thouet
| Candidats            | Candidats                       | Partis      | Partis      | Premier tour | Premier tour | Second tour | Second tour |
| Candidats            | Candidats                       | Partis      | Partis      | Voix         | %            | Voix        | %           |
| -------------------- | ------------------------------- | ----------- | ----------- | ------------ | ------------ | ----------- | ----------- |
| 1                    | Nathalie Allard-Adam            |             | FN          | 2 471        | 29,34        | 2 400       | 25,66       |
| 1                    | Michel Fievet                   |             | FN          | 2 471        | 29,34        | 2 400       | 25,66       |
| 2                    | Olivier Fouillet                |             | DVD         | 3 219        | 38,22        | 3 767       | 40,28       |
| 2                    | Maryline Gelée                  |             | DVD         | 3 219        | 38,22        | 3 767       | 40,28       |
| 3                    | Pascal Bironneau*               |             | PS          | 2 732        | 32,44        | 3 186       | 34,06       |
| 3                    | Marie-Laurence Lumineau-Volerit |             | PS          | 2 732        | 32,44        | 3 186       | 34,06       |
|                      |                                 |             |             |              |              |             |             |
| Inscrits             | Inscrits                        | Inscrits    | Inscrits    | 18 206       | 100,00       | 18 211      | 100,00      |
| Abstentions          | Abstentions                     | Abstentions | Abstentions | 9 092        | 49,94        | 8 459       | 46,45       |
| Votants              | Votants                         | Votants     | Votants     | 9 114        | 50,06        | 9 752       | 53,55       |
| Blancs               | Blancs                          | Blancs      | Blancs      | 437          | 4,79         | 286         | 2,93        |
| Nuls                 | Nuls                            | Nuls        | Nuls        | 255          | 2,8          | 113         | 1,16        |
| Exprimés             | Exprimés                        | Exprimés    | Exprimés    | 8 422        | 92,41        | 9 353       | 95,91       |
| * conseiller sortant |                                 |             |             |              |              |             |             |